# Parti libéral-démocrate (Kenya)
Pour les articles homonymes, voir Parti libéral démocrate.
Le Parti libéral-démocrate (LDP) fut un parti politique du Kenya, membre observateur de l'Internationale libérale. Le LDP, à sa dissolution, était dirigé par Raila Odinga.
La plupart des membres du LDP sont d'anciens membres de la Kenya African National Union (KANU) et du National Development Party (NDP). Les principaux sont Raila Odinga, David Musila et Kalonzo Musyoka.
Pour les élections législatives du 27 décembre 2002, le LDP s'allie à la National Rainbow Coalition. La coalition remporte 56,1 % des votes et 132 des 224 sièges  de l'assemblée, dont 59 pour le LDP qui devient, ainsi, le deuxième plus important parti du pays. L'élection présidentielle a lieu le même jour et Mwai Kibaki, qui avait le soutien du LDP est élu avec 62,2 % des voix.
Les désaccords entre le Président et son ministre des Infrastructures et du Logement Raila Odinga sont de plus en plus nombreux. Le point culminant survient lorsque Mwai Kibaki veut présenter une réforme de la Constitution donnant plus de pouvoirs politiques au chef de l'État. Cette réforme soumise au référendum du 21 novembre 2005 est rejetée par 58,12 % des votants. En réaction, le Président Kibaki congédie l'entièreté du gouvernement deux jours plus tard. Le nouveau gouvernement est formé après deux semaines et ne comporte plus aucun membres du LDP.

C'est à ce moment que Raila Odinga décide d'être candidat à l’élection présidentielle de décembre 2007 et crée son propre parti politique : l'Orange Democratic Movement (ODM) ce qui précipite la fin du LDP qui cesse d'être enregistré en tant que parti politique en décembre 2008.